# Boy in da Corner
Albums de Dizzee Rascal
Showtime
(2004)
Singles
1. I Luv U
Sortie : 26 mai 2003
2. Fix Up, Look Sharp
Sortie : 18 août 2003
3. Jus' a Rascal
Sortie : 24 novembre 2003

Boy in da Corner est le premier album de Dizzee Rascal. Sorti le 21 juillet 2003 chez XL Recordings au Royaume-Uni et Matador Records aux États-Unis, l'album de grime a remporté le Mercury Music Prize en 2003.

## Réception

### Critique
Boy in da Corner est acclamé par la presse à sa sortie, obtenant une note de 92/100 sur le site Metacritic, basé sur vingt-huit critiques.

## Liste des titres
| No  | Titre                                                    | Auteur                                | Durée |
| --- | -------------------------------------------------------- | ------------------------------------- | ----- |
| 1.  | Sittin' Here                                             | Dylan Mills                           | 4:05  |
| 2.  | Stop Dat                                                 | Mills                                 | 3:40  |
| 3.  | I Luv U (feat. Jeanine Jacques)                          | Mills                                 | 4:05  |
| 4.  | Brand New Day                                            | Mills                                 | 4:00  |
| 5.  | 2 Far (feat. Wiley)                                      | Richard Cowie, Mills                  | 3:07  |
| 6.  | Fix Up, Look Sharp                                       | Nick Detnon, Mills, Billy Squier      | 3:44  |
| 7.  | Cut 'Em Off                                              | Mills                                 | 3:53  |
| 8.  | Hold Ya Mouf (feat. God’s Gift)                          | Jerome Dow, Mills                     | 2:55  |
| 9.  | Round We Go (coproduit par Chubby Dread)                 | Hector, Mills                         | 4:13  |
| 10. | Jus' a Rascal (feat. Taz ; coproduit par Taz & Vanguard) | Mills, Tesmond Rowe, Vanguard Vardoen | 3:39  |
| 11. | Wot U On? (feat. Caramel)                                | Mills                                 | 4:50  |
| 12. | Jezebel                                                  | Mills                                 | 3:36  |
| 13. | Seems 2 Be                                               | Mills                                 | 3:46  |
| 14. | Live O                                                   | Mills                                 | 3:35  |
| 15. | Do It!                                                   | Mills                                 | 4:06  |

## Classements hebdomadaires
| Classement (2003-2004)                 | Meilleure position |
| -------------------------------------- | ------------------ |
| États-Unis (Heatseekers)               | 16                 |
| États-Unis (Independent Albums)        | 14                 |
| Royaume-Uni (UK Albums Chart)          | 23                 |
| Royaume-Uni (UK Hip Hop and R&B Chart) | 1                  |